# Phetchabun (Provinz)
Phetchabun (Thai: เพชรบูรณ์) ist eine Provinz (Changwat) im südöstlichen Teil der Nordregion von Thailand. Die Hauptstadt der Provinz Phetchabun heißt ebenfalls Phetchabun.

## Etymologie
Das Wort Phetcha Stammt vom Sanskrit-Wort vajra, „Diamant“ (es ist die Waffe des Hindu-Gotts Indra). Das Wort bun vom Sanskrit-Wort purna, was „Voll“, „perfekt“ oder „vollständig“. Der Name der Provinz bedeutet also „perfekter Diamant“.

## Geographie
Phetchabun liegt in der Nordregion von Thailand an der Grenze zum so genannten Isan. Die Provinz wird bestimmt durch das weitläufige Tal des Mae Nam Pa Sak (Pa-Sak-Fluss), der eine fruchtbare Ebene bildet und von Bergketten mittlerer Höhe (Phetchabun-Berge) östlich und westlich gesäumt wird. Die Entfernung zur Hauptstadt Bangkok beträgt etwa 350 Kilometer.
| Benachbarte Provinzen: | Benachbarte Provinzen:                |
| ---------------------- | ------------------------------------- |
| Norden                 | Loei                                  |
| Osten                  | Khon Kaen und Chaiyaphum              |
| Süden                  | Lop Buri                              |
| Westen                 | Nakhon Sawan, Phichit und Phitsanulok |

### Wichtige Flüsse
- Mae Nam Pa Sak

### Wichtige Städte
- Nong Phai, Wichian Buri

### Klima
Das Klima der Provinz ist tropisch-monsunal, infolge der bergigen Gegend jedoch etwas gemäßigt. Die Höchsttemperatur im Jahr 2008 betrug 39,7 °C, die tiefste Temperatur wurde mit 10,5 °C gemessen. An 121 Regentagen fielen in demselben Jahr 1026,2 mm Niederschlag.

## Wirtschaft und Bedeutung
Im Jahr 2011 betrug das „Gross Provincial Product“ (Bruttoinlandsprodukt) der Provinz 57,856 Milliarden Baht. Der offizielle Mindestlohn in der Provinz beträgt 232 Baht pro Tag (etwa 5 €; Stichtag 1. April 2012).

### Daten
Die unten stehende Tabelle zeigt den Anteil der Wirtschaftszweige am Gross Provincial Product in Prozent:
| Wirtschaftszweig | 2006 | 2007 | 2008 | 2009 |
| ---------------- | ---- | ---- | ---- | ---- |
| Landwirtschaft   | 46,2 | 44,7 | 45,4 | 43,1 |
| Berg-, Tagebau   | 01,9 | 04,0 | 09,3 | 09,0 |
| Industrie        | 12,1 | 11,2 | 09,5 | 11,8 |
| Andere           | 39,8 | 40,1 | 35,8 | 36,1 |

Die am stärksten zur Wirtschaftsleistung der Provinz beitragende Branche war im Jahr 2011 die Landwirtschaft mit 18,210 Mrd. Baht, gefolgt vom verarbeitenden Gewerbe mit 8,837 Mrd. Baht, Bildung mit 5,776 Mrd. Baht sowie dem Groß- und Einzelhandel mit 5,482 Mrd. Baht.

### Landnutzung
Für die Provinz ist die folgende Landnutzung dokumentiert:
- Waldfläche:                         2.544.053 Rai (4.070,5 km²), 32,1 % der Gesamtfläche
- Landwirtschaftlich genutzte Fläche: 3.705.747 Rai (5.929,2 km²), 46,8 % der Gesamtfläche
- Nicht klassifizierte Fläche:        1.667.960 Rai (2.668,7 km²), 21,1 % der Gesamtfläche

Man erzeugt im Wesentlichen Tamarinde, Obst, Reis und Zuckerrohr. Die zahlreichen Seen und Flüsse bieten darüber hinaus vielfältige Möglichkeiten zum Fischfang.

### Staudamm
- Huai-Pa-Daeng-Stausee – Bewässerungsreservoir, beliebtes Naherholungsgebiet

## Verkehr

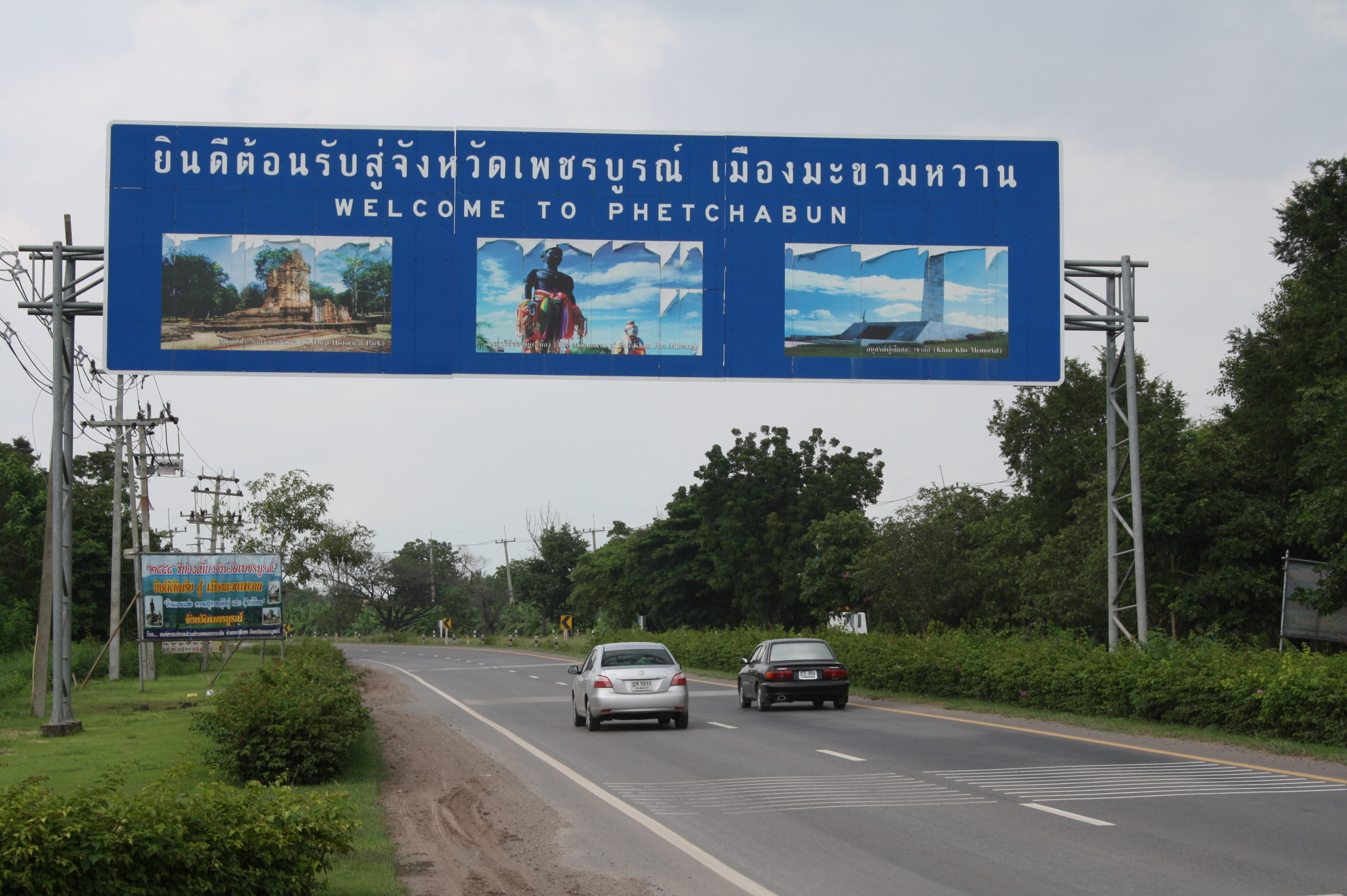
Thailand Route 21. Einfahrt aus Provinz Lop Buri in Provinz Phetchabun

### Flughafen
- Flughafen Phetchabun
- Flugplatz Sak Long (geschlossen)

### Straßen
- Route 12 (Nationalstraße 12), von Tak nach Mukdahan
- Route 21 (Nationalstraße 21), von Saraburi nach Loei
- Route 225 (Nationalstraße 225), von Nakhon Sawan nach Chaiyaphum

## Geschichte

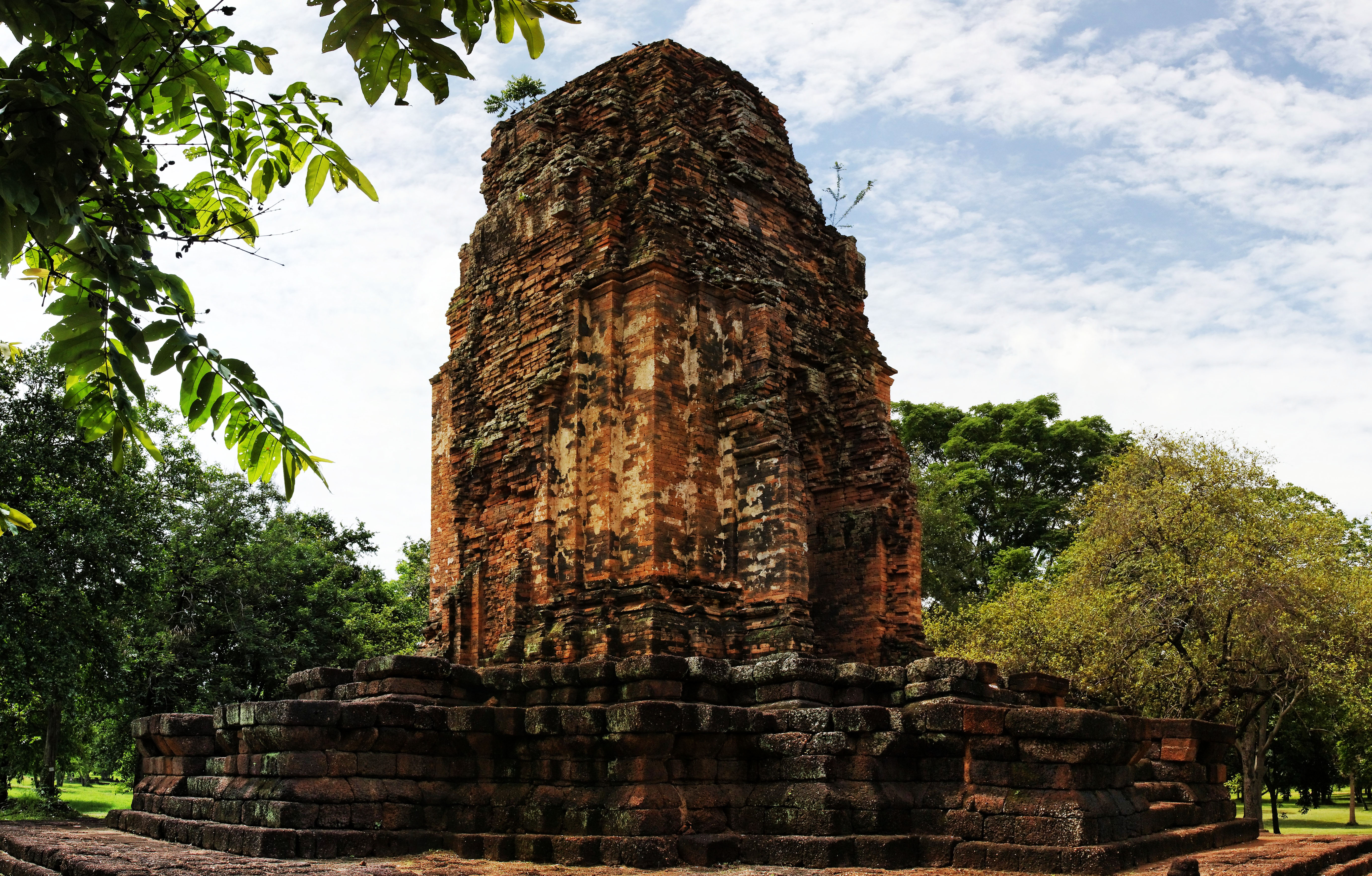
Prang Si Thep

Im äußersten Süden der Provinz, in Amphoe Si Thep, befindet sich der Geschichtspark Si Thep, in dem eine vorwiegend hinduistisch geprägte Stadt aus dem 5. bis 9. Jahrhundert ausgegraben wurde. Sie war zu ihrer Zeit vermutlich das Zentrum eines wichtigen Gemeinwesens, wobei die Historiker rätseln und streiten, welches dies gewesen sein mag. Ab dem 9. Jahrhundert war die Gegend dann eine wichtige Basis im Reich der Khmer, bevor sie im 13. Jahrhundert unter die Kontrolle des Thai-Reich Sukhothai geriet. Linguistische Untersuchungen deuten darauf hin, dass sich die Tai von Norden und Nordosten durch das Tal des Mae Nam Pa Sak in der heutigen Provinz Phetchabun in das östliche Chao-Phraya-Becken (heutiges Zentralthailand) ausbreiteten.
Während des Zweiten Weltkriegs und der faktischen Besatzung Thailands durch japanische Streitkräfte plante der damalige Ministerpräsident Plaek Phibunsongkhram die Verlegung der thailändischen Hauptstadt von Bangkok in die Provinz Phetchabun. Er konnte sich damit aber nicht im Parlament durchsetzen, das ihm bei diesem Anlass das Misstrauen aussprach und seine Herrschaft vorerst beendete. Die Bauarbeiten für die Hauptstadt hatten jedoch bereits zuvor begonnen. Dazu wurden bis zu 100.000 Arbeiter zwangsverpflichtet, die oftmals aus der armen Nordostregion kamen. Viele starben an den schweren Arbeitsbedingungen und der grassierenden Malaria. Nach Schätzung eines Oppositionsabgeordneten gab es etwa 10.000 Tote. Ob das Vorhaben Ausdruck von Phibunsongkhrams Größenwahn war oder – wie er selbst später behauptete – dazu dienen sollte, Thailand wieder vom japanischen Einfluss unabhängig zu machen, ist unklar.
Von 1978 bis 1982 kämpften kommunistische Guerilla von den bewaldeten Bergen der Provinz Phetchabun aus gegen die Streitkräfte der Zentralregierung.

## Symbole
Das Siegel zeigt einen überdimensionalen Diamanten auf einem Berggipfel, im Vordergrund sind Tabakpflanzen. Der lokale Baum ist die Tamarinde (Tamarindis indica).

## Sehenswürdigkeiten
- Geschichtspark Si Thep – viele archäologische Objekte und Ruinen aus der Khmer-Zeit
- Wat Nasai (auch Wat Simongkol) – buddhistische Tempelanlage (Wat) in Ban Nasai (Amphoe Lom Kao, Tambon Wangban) mit alten Wandmalereien aus dem Leben Buddhas
- Schrein von König Naresuan – dem Verteidiger gegen die Khmer gewidmet (in Tha Rong, Wichian Buri)
- Khao Kho Palast – erbaut für König Bhumibol Adulyadej als einzigartige, halbkreisförmige Anlage mit einem Garten, der Pflanzen des gemäßigten Klimas zeigt
- Nationalparks:
  - Nationalpark Phu Hin Rong Kla
  - Nationalpark Nam Nao – großes Gebiet mit Waldlandschaft, Savanne und ursprünglichem Dschungel, viele Höhlen und der Sai Thong-Wasserfall bieten Naturliebhabern interessante Erlebnisse
  - Nationalpark Tat Mok – sehr idyllisch – nur mit geländegängigem Auto zu erreichen
  - Nationalpark Khao Kho

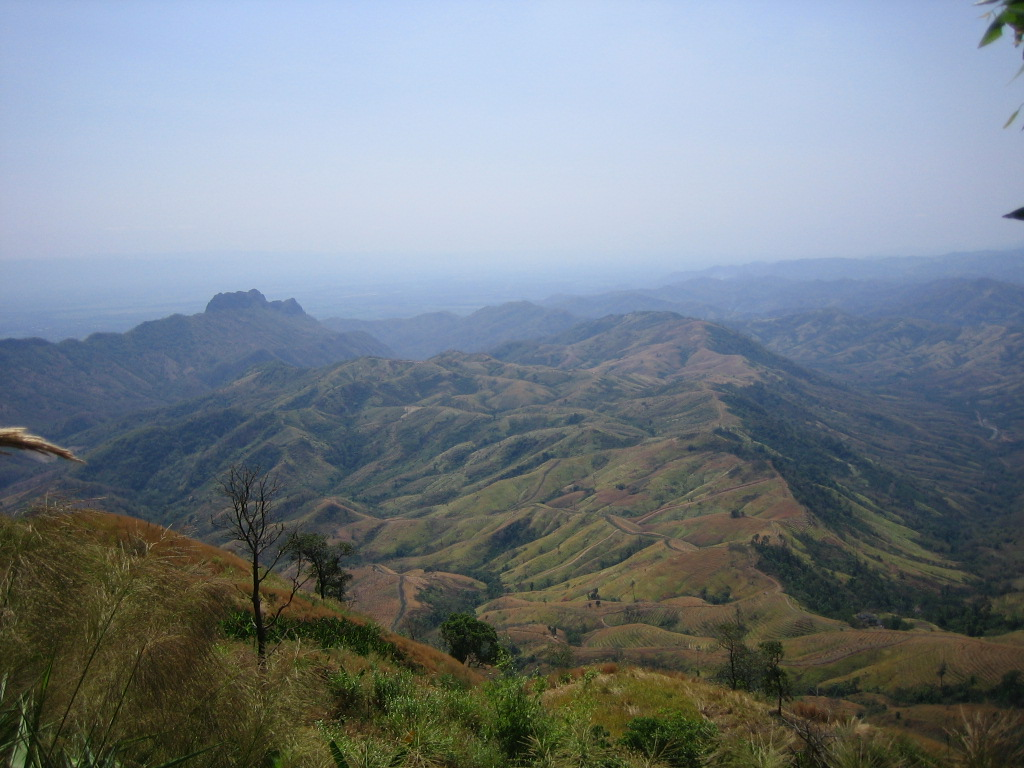
Phu Hin Rong Kla Nationalpark
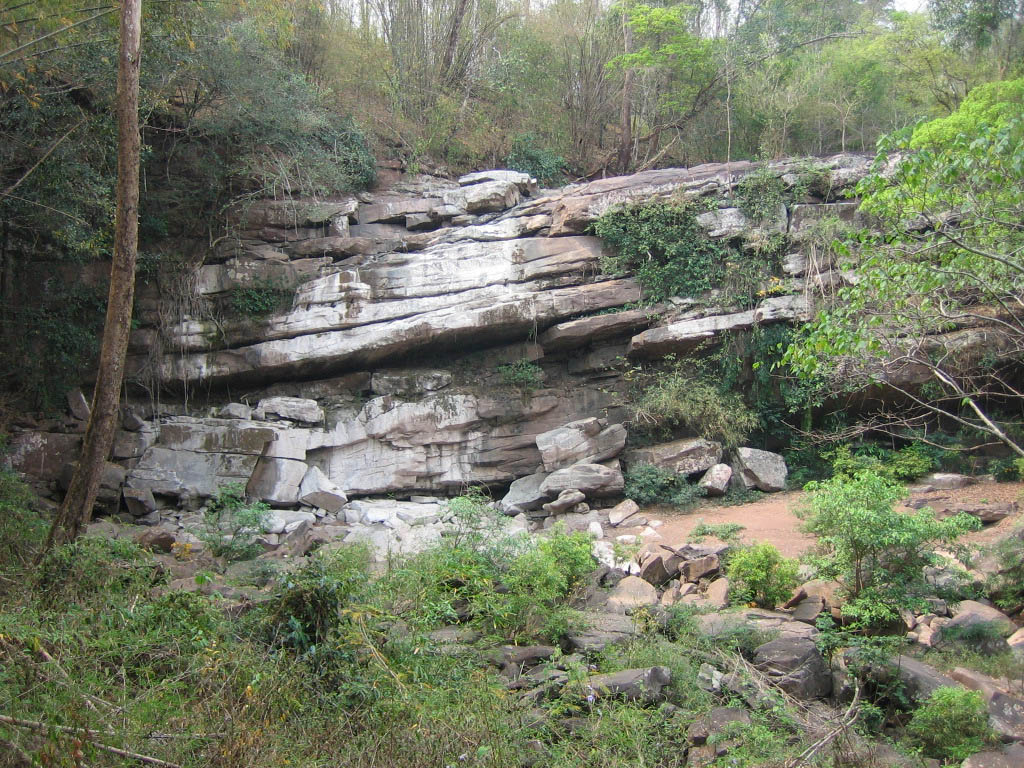
Nam Nao Nationalpark, ausgetrockneter Haew Sai Waterfall
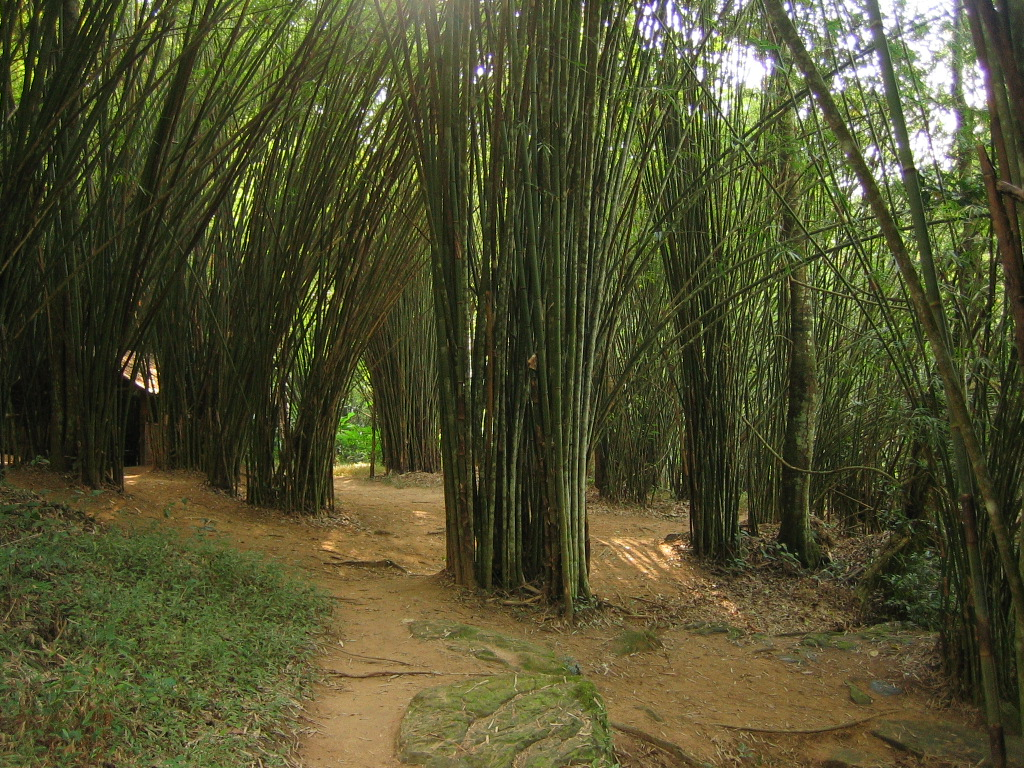
Nam Nao Nationalpark, Bambuswald
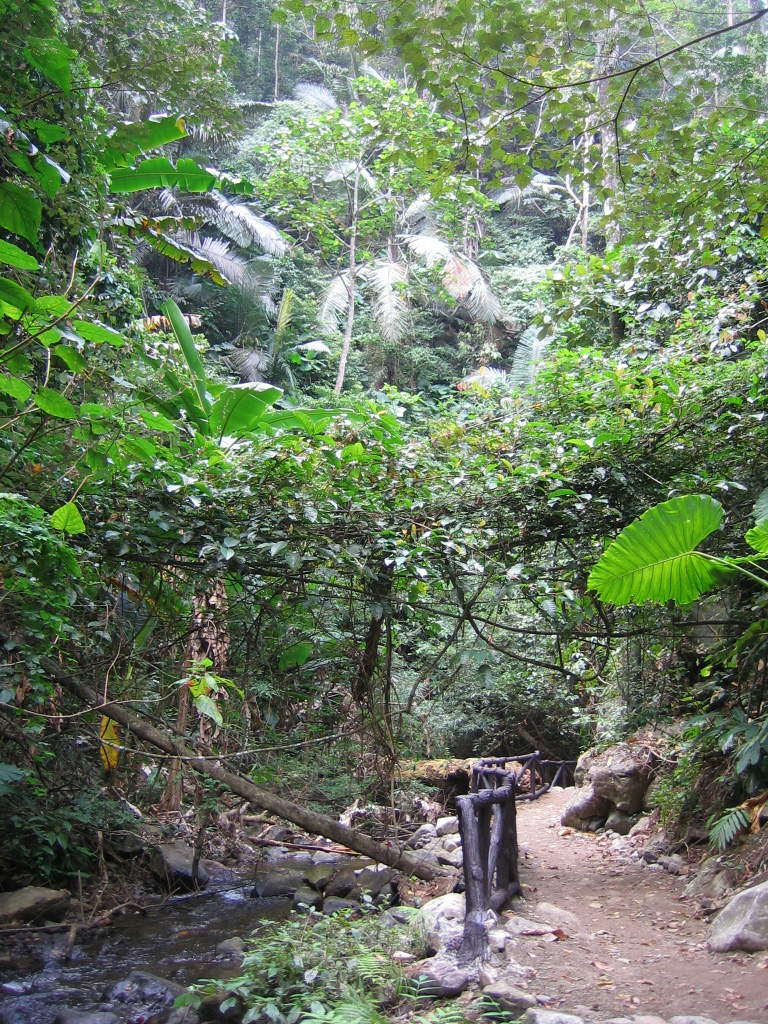
Tat Mok Nationalpark
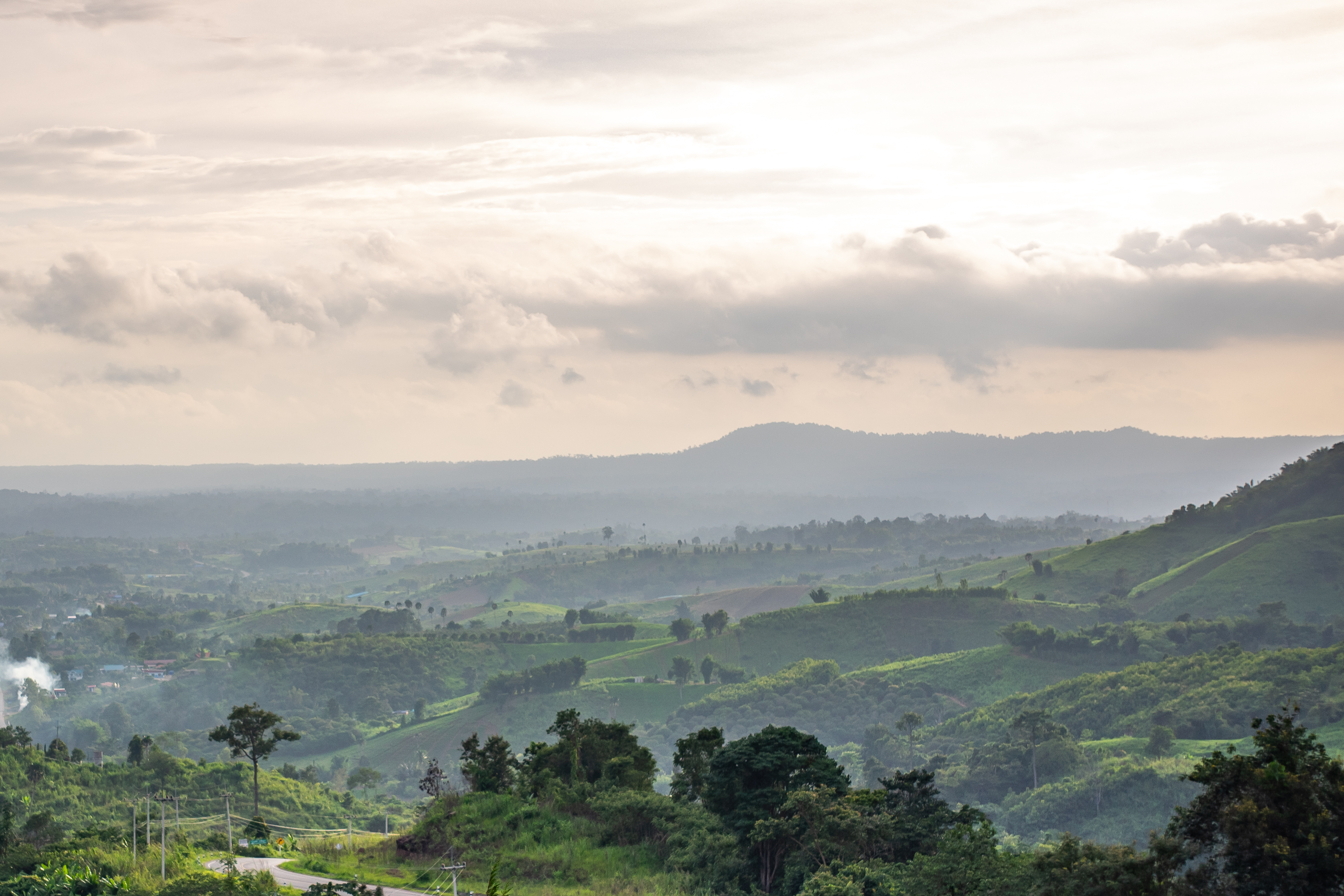
Khao Kho Nationalpark

## Verwaltungseinheiten

### Provinzverwaltung
Die Provinz ist eingeteilt in elf Amphoe („Bezirke“ oder „Landkreise“). Diese sind weiter unterteilt in 117 Tambon („Unterbezirke“ oder „Gemeinden“) und 1261 Muban („Dörfer“).
| \| Nr. \| Amphoe-Name \| Thai \| \| --- \| ------------------------ \| ---------------- \| \| 01 \| Amphoe Mueang Phetchabun \| อำเภอเมืองเพชรบูรณ์ \| \| 02 \| Amphoe Chon Daen \| อำเภอชนแดน \| \| 03 \| Amphoe Lom Sak \| อำเภอหล่มสัก \| \| 04 \| Amphoe Lom Kao \| อำเภอหล่มเก่า \| \| 05 \| Amphoe Wichian Buri \| อำเภอวิเชียรบุรี \| \| 06 \| Amphoe Si Thep \| อำเภอศรีเทพ \| \| 07 \| Amphoe Nong Phai \| อำเภอหนองไผ่ \| \| 08 \| Amphoe Bueng Sam Phan \| อำเภอบึงสามพัน \| \| 09 \| Amphoe Nam Nao \| อำเภอน้ำหนาว \| \| 10 \| Amphoe Wang Pong \| อำเภอวังโป่ง \| \| 11 \| Amphoe Khao Kho \| อำเภอเขาค้อ \| |                          |                  |
| Nr. | Amphoe-Name              | Thai             |
| 01 | Amphoe Mueang Phetchabun | อำเภอเมืองเพชรบูรณ์ |
| 02 | Amphoe Chon Daen         | อำเภอชนแดน       |
| 03 | Amphoe Lom Sak           | อำเภอหล่มสัก       |
| 04 | Amphoe Lom Kao           | อำเภอหล่มเก่า      |
| 05 | Amphoe Wichian Buri      | อำเภอวิเชียรบุรี     |
| 06 | Amphoe Si Thep           | อำเภอศรีเทพ       |
| 07 | Amphoe Nong Phai         | อำเภอหนองไผ่      |
| 08 | Amphoe Bueng Sam Phan    | อำเภอบึงสามพัน     |
| 09 | Amphoe Nam Nao           | อำเภอน้ำหนาว      |
| 10 | Amphoe Wang Pong         | อำเภอวังโป่ง       |
| 11 | Amphoe Khao Kho          | อำเภอเขาค้อ       |

### Lokalverwaltung
Für das ganze Gebiet der Provinz besteht eine Provinz-Verwaltungsorganisation (องค์การบริหารส่วนจังหวัด, kurz อบจ., Ongkan Borihan suan Changwat; englisch Provincial Administrative Organization, PAO).
In der Provinz gibt es drei Städte (เทศบาลเมือง – Thesaban Mueang): Wichian Buri (เทศบาลเมืองวิเชียรบุรี), Lom Sak (เทศบาลเมืองหล่มสัก) und Phetchabun (เทศบาลเมืองเพชรบูรณ์).
Daneben gibt es 19 Kleinstädte (เทศบาลตำบล – Thesaban Tambon).